# Vjačeslav I. Kyjevský
Vjačeslav I. Kyjevský též Vjačeslav Vladimirovič (1083 – 2. února 1154 Kyjev) byl kníže Smolenska (1113–1125), Turova (1125–1132, 1134–1146), Perejaslavly (1132–1134, 1142), Peresopnytsia (1132–1134, 1142), Vyšhorodska (1149–1151) a kníže Kyjevské Rusi (1139, 1151–1154).

## Životopis
Byl synem Vladimíra II. Monomacha a Gythy z Wessexu. Dne 18. února 1139 se stal po smrti svého bratra Jaropolka II. jako velkým knížetem, ale v březnu ho vyhnal Vsevolod II. z Kyjeva. Později vládl Kyjevu společně se svým synovcem Izjaslavem II. a zemřel krátce po Izjaslavovi na konci roku 1154 nebo na začátku roku 1155. Je pohřben v katedrále sv. Sofie v Kyjevě.